# Marco Buscarini
Marco Buscarini (Piacenza, 3 gennaio 1956 – Rivergaro, 13 aprile 2010) è stato un rugbista a 15 italiano, recordman di presenze dei Lyons con 321 partite disputate.

## Biografia
Giunto al rugby relativamente tardi, intorno ai 17 anni, esordì in serie C in prima squadra poco dopo e, nel 1975, divenne titolare fisso.
Nel 1977 salì in serie B con la squadra e nel 1981 in serie A; nel 1984, in occasione di un incontro di Coppa FIRA contro il Marocco che si tenne al Galleana di Piacenza, lo staff tecnico della Nazionale italiana convocò d'urgenza Buscarini per rimpiazzare un pilone della rosa che si era infortunato, anche se il giocatore, durante l'incontro vinto 27-0 dall'Italia, non fu alla fine utilizzato.
Fino a tutta la stagione 1993-94 assommò 321 presenze in prima squadra, che ne fanno tuttora il recordman di presenze per i Lyons.
Dopo il ritiro si impiegò in un'azienda vinicola in una frazione di Rivergaro.
Lì, il 13 aprile 2010, rimase ucciso in un incidente di lavoro occorsogli a causa del ribaltamento del trattore su cui stava operando.
In sua memoria il Lyons organizza ogni anno, a partire dal 2011, il Memorial Marco Buscarini di rugby a 7 che si tiene a Coli, nei pressi di Piacenza.